# Nekrolog September 2007
Nekrolog
◄◄
| ◄
| 2003
| 2004
| 2005
| 2006
| 2007 | 2008 | 2009 | 2010 | 2011 | ► | ►►
Januar |
Februar |
März |
April |
Mai |
Juni |
Juli |
August |
September |
Oktober |
November |
Dezember 2007
Weitere Ereignisse | Allgemeiner Nekrolog 2007
Die Beschreibung der verstorbenen Person sollte so kurz wie möglich gehalten sein und nur deren signifikante Tätigkeit(en) enthalten.
Neue Namen ggf. auch unter dem Geburts- und Sterbedatum, also etwa unter 1. Januar und im Geburts- und Sterbejahr (2024) eintragen (nur bei entsprechender großer Wichtigkeit). Für Beispiele siehe die schon vorhandenen Artikel.
Außerdem über die fünf zuletzt Verstorbenen, zu denen es einen ausreichend guten Artikel für eine Präsentation auf der Hauptseite gibt, nach der todesbedingten Überarbeitung der Artikel ggf. auch unter Wikipedia Diskussion:Hauptseite informieren und sie am besten auch in den anderen Wikipedia-Sprachversionen eintragen. Tipp: Regelmäßig bei news.google.de nach „ist tot“, „gestorben“ oder „verstorben“ suchen.
Wenn eine Person gestorben ist, gibt es viele Seiten zu dieser Person in der Wikipedia, die davon auch betroffen sind und entsprechend aktualisiert werden müssen. Beispiele: Namenübersichtsseite, Geburtsjahr, Geburtsort-Seiten und viele mehr.
Wie finde ich die betroffenen Seiten?
Im Suchfeld auf der linken Seite gibt man den Suchbegriff so ein: „Vorname Nachname“. Dann klickt man auf Volltext und alle Seiten mit entsprechendem Suchtext werden aufgerufen. Hier sieht man dann schnell, wo auch das Todesjahr Sinn macht oder sogar ein Teil des Artikels angepasst werden muss. Auch hilft das „Werkzeug“ auf der linken Seite sehr gut, um solche Seiten aufzufinden: „Links auf diese Seite“. Somit ist die Wikipedia wieder aktuell in allen Bereichen! Hinweis: bei Eintragung der Kategorie „Gestorben JAHR“ wird der Missbrauchsfilter 49 ausgelöst, was jedoch nicht schlimm ist. Siehe: Spezial:Missbrauchsfilter/49
Dies ist eine Liste von im September 2007 verstorbenen bekannten Persönlichkeiten. Die Einträge erfolgen innerhalb der einzelnen Daten alphabetisch sortiert. Tiere sind im Nekrolog für Tiere zu finden.

## September
| Tag           | Name                               | Beruf, bekannt als                                                                     | Alter | Beleg |
| ------------- | ---------------------------------- | -------------------------------------------------------------------------------------- | ----- | ----- |
| 1. September  | Columba Baumgartner                | Äbtissin                                                                               | 95    |       |
| 1. September  | Witold Leszczyński                 | polnischer Filmregisseur, Fotograf und Drehbuchautor                                   | 74    |       |
| 1. September  | Nadim Makdisi                      | US-amerikanisch-libanesischer Journalist und Herausgeber                               |       |       |
| 1. September  | Erwin Schneider                    | österreichischer Fußballspieler                                                        | 52    |       |
| 1. September  | Hugo Schreiber                     | bessarabiendeutscher Jurist                                                            | 88    |       |
| 1. September  | Bodo Spranz                        | deutscher Offizier, Ritterkreuzträger und Altamerikanist                               | 87    |       |
| 1. September  | Fritz Wegner                       | Generalleutnant der Bundeswehr                                                         | 85    |       |
| 1. September  | Viliam Schrojf                     | tschechoslowakischer Fußballspieler                                                    | 76    |       |
| 1. September  | John T. Scott                      | US-amerikanischer Bildhauer                                                            | 67    |       |
| 2. September  | Ragaa Belmaleeh                    | marokkanische Sängerin                                                                 |       |       |
| 2. September  | Franz-Benno Delonge                | deutscher Spieledesigner und Autor                                                     | 50    |       |
| 2. September  | Detlef Franke                      | deutscher Ägyptologe                                                                   | 54    |       |
| 2. September  | Ilse Ester Hoffe                   | israelische Nachlassverwalterin Max Brods                                              | 101   |       |
| 2. September  | Egon Hölder                        | Präsident des Statistischen Bundesamtes                                                | 80    |       |
| 2. September  | Safet Isović                       | bosnischer Musiker                                                                     |       |       |
| 2. September  | Marcia Mae Jones                   | US-amerikanische Schauspielerin                                                        | 83    |       |
| 2. September  | Vlastislav Mareček                 | tschechischer Fußballspieler und -trainer                                              | 41    |       |
| 2. September  | Max McNab                          | kanadischer Eishockeyspieler                                                           | 83    |       |
| 2. September  | Felix Milgrom                      | US-amerikanischer Immunologe und Mikrobiologe                                          | 87    |       |
| 2. September  | Nando                              | mosambikanischer Fußballspieler                                                        | 25    |       |
| 2. September  | Fred Spira                         | US-amerikanischer Fotograf                                                             | 83    |       |
| 3. September  | Atilio Cremaschi                   | chilenischer Fußballspieler                                                            | 84    |       |
| 3. September  | Norman Deeley                      | englischer Fußballspieler                                                              | 73    |       |
| 3. September  | Gustavo Eberto                     | argentinischer Fußballspieler                                                          | 24    |       |
| 3. September  | Steve Fossett                      | US-amerikanischer Flugpionier und Regattasegler                                        | 63    |       |
| 3. September  | Günther Kaiser                     | deutscher Kriminologe                                                                  | 78    |       |
| 3. September  | Gift Leremi                        | südafrikanischer Fußballspieler                                                        | 22    |       |
| 3. September  | Sven Lundquist                     | schwedischer Sportschütze                                                              | 87    |       |
| 3. September  | Janis Martin                       | US-amerikanische Rockabilly-Sängerin                                                   | 67    |       |
| 3. September  | Jacques Pelletier                  | französischer Politiker                                                                |       |       |
| 3. September  | Juri Michailowitsch Smirnow        | russischer Mathematiker                                                                | 85    |       |
| 3. September  | Mária Szepes                       | ungarische Autorin                                                                     | 98    |       |
| 3. September  | Jane Tomlinson                     | britische Extremsportlerin                                                             | 43    |       |
| 4. September  | Michael Cromer                     | deutscher Unternehmer und Gründer der Modemarke MCM                                    | 68    |       |
| 4. September  | Joseph Egli                        | Schweizer Politiker (CVP)                                                              | 84    |       |
| 4. September  | Michael Evans                      | britischer Schauspieler                                                                | 87    |       |
| 4. September  | Teresio Ferraroni                  | römisch-katholischer Bischof von Como                                                  | 93    |       |
| 4. September  | Noriyasu Numata                    | japanischer Motorradrennfahrer                                                         | 41    |       |
| 4. September  | José Melgoza Osorio                | römisch-katholischer Bischof des Bistums Netzahualcóyotl                               | 95    |       |
| 4. September  | Gigi Sabani                        | italienischer Moderator und Imitator                                                   | 54    |       |
| 4. September  | John Scott, 9. Duke of Buccleuch   | schottischer Adliger, Politiker und Landbesitzer                                       | 83    |       |
| 5. September  | Julieta Campos                     | mexikanische Schriftstellerin und Übersetzerin                                         | 75    |       |
| 5. September  | Jennifer Dunn                      | US-amerikanische Politikerin                                                           | 66    |       |
| 5. September  | Paul Gillmor                       | US-amerikanischer Politiker (Republikanische Partei)                                   | 68    |       |
| 5. September  | Edward Gramlich                    | US-amerikanischer Ökonom, Vorstandsmitglied der Federal Reserve                        | 68    |       |
| 5. September  | Thomas Hansen                      | norwegischer Musiker                                                                   | 31    |       |
| 5. September  | Tatjana Jakowlewna Jelisarenkowa   | sowjetische bzw. russische Linguistin und Indologin                                    | 77    |       |
| 5. September  | Herbert Müller-Fried               | deutscher Graphiker                                                                    | 95    |       |
| 5. September  | Hans Georg Niemeyer                | deutscher Archäologe                                                                   | 73    |       |
| 5. September  | Ernst-Wilhelm Reinert              | deutscher Oberstleutnant der Bundeswehr und Jagdflieger im Zweiten Weltkrieg           | 88    |       |
| 5. September  | Hendrik Jan Schoo                  | niederländischer Journalist und Chefredakteur                                          | 61    |       |
| 6. September  | Martin Čech                        | tschechischer Eishockeyspieler                                                         | 31    |       |
| 6. September  | Robert Bell Clune                  | römisch-katholischer Weihbischof in Toronto                                            | 86    |       |
| 6. September  | Eva Crane                          | englische Wissenschaftlerin (Imkerin)                                                  | 95    |       |
| 6. September  | Wolfgang Franke                    | deutscher Sinologe                                                                     | 95    |       |
| 6. September  | Madeleine L’Engle                  | US-amerikanische Schriftstellerin                                                      | 88    |       |
| 6. September  | Ronald Magill                      | englischer Schauspieler                                                                | 87    |       |
| 6. September  | Friedel Meyer                      | deutscher Politiker (FDP), MdL                                                         | 78    |       |
| 6. September  | Luciano Pavarotti                  | italienischer Tenor                                                                    | 71    |       |
| 6. September  | Percy Rodriguez                    | kanadischer Schauspieler                                                               | 89    |       |
| 6. September  | Byron Stevenson                    | walisischer Fußballspieler                                                             | 50    |       |
| 7. September  | John Compton                       | lucianischer Politiker, Premierminister von St. Lucia                                  | 82    |       |
| 7. September  | John Anthony Crook                 | britischer Althistoriker                                                               | 85    |       |
| 7. September  | Tibor Csernus                      | ungarischer Maler                                                                      | 80    |       |
| 7. September  | Russell E. Dougherty               | US-amerikanischer Offizier, General der US Air Force                                   | 86    |       |
| 7. September  | Robert Enders                      | US-amerikanischer Filmproduzent, Drehbuchautor und Regisseur                           | 88    |       |
| 7. September  | Wilhelm Gilson                     | deutscher Ingenieur und Energiemanager                                                 | 91    |       |
| 7. September  | Joseph Rudolph Grimes              | liberianischer Anwalt und Politiker                                                    | 83    |       |
| 7. September  | Deacon Jones                       | US-amerikanischer Hindernisläufer                                                      | 73    |       |
| 7. September  | Walther Lauersen                   | deutscher Wirtschaftswissenschaftler                                                   | 101   |       |
| 7. September  | Doris Metaxa                       | französische Tennisspielerin                                                           | 96    |       |
| 7. September  | Helfried Reinnagel                 | deutscher Leichtathlet                                                                 | 73    |       |
| 7. September  | Mark Weil                          | usbekischer Theaterregisseur und -leiter                                               | 55    |       |
| 8. September  | Willi Aberer                       | österreichischer Politiker                                                             | 80    |       |
| 8. September  | Nicholas Bethell, 4. Baron Bethell | britischer Politiker                                                                   | 69    |       |
| 8. September  | Juan Daniel Cardellino             | uruguayischer Fußballschiedsrichter                                                    | 65    |       |
| 8. September  | Graham Condon                      | neuseeländischer Politiker und paralympischer Sportler                                 | 58    |       |
| 8. September  | George Crum                        | kanadischer Dirigent und Pianist                                                       | 80    |       |
| 8. September  | Kurt Oeser                         | deutscher evangelischer Geistlicher und Umweltaktivist („Startbahnpfarrer“)            | 78    |       |
| 8. September  | Hans Paumen                        | deutscher Politiker (CDU), MdL                                                         | 78    |       |
| 9. September  | Angie E. Brooks                    | liberianische Diplomatin und Juristin                                                  | 79    |       |
| 9. September  | Luigi Dossena                      | italienischer Geistlicher, römisch-katholischer Bischof und Diplomat                   | 82    |       |
| 9. September  | Han Dingxiang                      | chinesischer Geistlicher, Bischof von Yongnian                                         | 70    |       |
| 9. September  | Christian Jost                     | Schweizer Politiker (FDP)                                                              | 81    |       |
| 9. September  | Heinz Mettke                       | deutscher Altgermanist                                                                 | 82    |       |
| 9. September  | Siegfried Schöpfer                 | deutscher Meteorologe                                                                  | 99    |       |
| 9. September  | Rudolf-Maria Schütz                | deutscher Mediziner und Hochschullehrer                                                | 78    |       |
| 9. September  | Helmut Senekowitsch                | österreichischer Fußballspieler und Fußballtrainer                                     | 73    |       |
| 9. September  | Hughie Thomasson                   | US-amerikanischer Rockmusiker                                                          | 55    |       |
| 10. September | Hans Kock                          | deutscher Bildhauer                                                                    | 86    |       |
| 10. September | Beate Musäus                       | deutsche Malerin                                                                       | 65    |       |
| 10. September | Joseph Rantz                       | US-amerikanischer Ruderer                                                              | 93    |       |
| 10. September | Rolf Reuter                        | deutscher Dirigent                                                                     | 80    |       |
| 10. September | Anita Roddick                      | britische Unternehmerin                                                                | 64    |       |
| 10. September | Juma Santos                        | US-amerikanischer Perkussionist                                                        | 59    |       |
| 10. September | Joe Sherlock                       | irischer Politiker                                                                     | 76    |       |
| 10. September | Jane Wyman                         | US-amerikanische Schauspielerin                                                        | 90    |       |
| 11. September | Heinrich Kron                      | deutscher evangelischer Theologe                                                       | 84    |       |
| 11. September | Pieter Ombregt                     | belgischer Fotograf und Radrennfahrer                                                  | 27    |       |
| 11. September | Ian Porterfield                    | schottischer Fußballtrainer                                                            | 61    |       |
| 11. September | Jörn Rau                           | deutscher Architekt                                                                    | 85    |       |
| 11. September | Gene Savoy                         | US-amerikanischer Journalist, Abenteurer und Gründer einer Sekte                       | 80    |       |
| 11. September | Joe Zawinul                        | österreichischer Jazz-Pianist und Mitbegründer des Jazzrocks                           | 75    |       |
| 12. September | Gerlind Ahnert                     | deutsche Fernsehmoderatorin und Synchronsprecherin                                     | 73    |       |
| 12. September | Ambrosio Aimar                     | argentinischer Radrennfahrer                                                           | 84    |       |
| 12. September | Nésto Bello                        | chilenischer Fußballspieler                                                            | 79    |       |
| 12. September | Lothar Berthold                    | deutscher Historiker und SED-Funktionär                                                | 81    |       |
| 12. September | Bobby Byrd                         | US-amerikanischer Musiker                                                              | 73    |       |
| 12. September | Giovanni Cogoni                    | italienischer Altbischof von Iglesias                                                  | 91    |       |
| 12. September | Erwin Ernst Wilhelm Meier          | deutscher Komponist und Schulmusiker                                                   | 70    |       |
| 12. September | Gunnar Nyberg                      | schwedischer Jazzmusiker                                                               | 78    |       |
| 12. September | Konrad Oberhuber                   | österreichischer Kunsthistoriker und Direktor der Albertina                            | 72    |       |
| 12. September | Walter Summers                     | britischer Radrennfahrer                                                               | 92    |       |
| 12. September | Peter Tlach                        | Schweizer Betriebswirt und Hochschullehrer                                             | 82    |       |
| 13. September | Abdul Sattar Abu Rischa            | irakischer Klanführer.                                                                 |       |       |
| 13. September | Gaetano Arfé                       | italienischer Politiker, MdEP, Journalist und Historiker                               | 81    |       |
| 13. September | Robert N. Braun                    | österreichischer Allgemeinmediziner                                                    | 93    |       |
| 13. September | Joachim Hansen                     | deutscher Schauspieler                                                                 | 77    |       |
| 14. September | Hermine Aichenegg                  | österreichische Künstlerin                                                             | 92    |       |
| 14. September | Horst Blomeyer-Bartenstein         | deutscher Jurist, Diplomat und Botschafter                                             | 89    |       |
| 14. September | Richard Diamond                    | US-amerikanischer Physiker und Chemiker                                                | 83    |       |
| 14. September | Desiderio Hernández Xochitiotzin   | mexikanischer Maler                                                                    | 85    |       |
| 14. September | Ludwig Hettling                    | deutscher Politiker (SPD), MdBB, MdB                                                   | 68    |       |
| 14. September | Bernhard Huhn                      | deutscher römisch-katholischer Theologe, Bischof von Görlitz                           | 86    |       |
| 14. September | Jacques Martin                     | französischer Fernsehmoderator                                                         | 74    |       |
| 14. September | Emilio Ruiz del Rio                | spanischer Filmausstatter und Spezialeffektespezialist                                 | 84    |       |
| 14. September | José Manuel Santos Ascarza         | chilenischer Geistlicher, Altbischof von Concepción (Santissima Concezione)            | 91    |       |
| 14. September | Robert Savoie                      | kanadischer Bariton                                                                    | 80    |       |
| 14. September | Takayama Tatsuo                    | japanischer Maler                                                                      | 95    |       |
| 14. September | Benny Vansteelant                  | belgischer Duathlet                                                                    | 30    |       |
| 15. September | Martin D. Abeloff                  | US-amerikanischer Onkologe                                                             | 65    |       |
| 15. September | Juliette François                  | luxemburgische Schauspielerin                                                          | 81    |       |
| 15. September | Generoso Jiménez                   | kubanischer Posaunist und Bandleader                                                   | 90    |       |
| 15. September | Colin McRae                        | britischer Motorsportler                                                               | 39    |       |
| 15. September | Jeremy Moore                       | britischer Offizier                                                                    | 79    |       |
| 15. September | Specs Powell                       | US-amerikanischer Jazz-Pianist und Komponist                                           | 85    |       |
| 15. September | Aldemaro Romero                    | venezolanischer Pianist, Komponist und Orchesterleiter                                 | 79    |       |
| 15. September | Brett Somers                       | US-amerikanische Schauspielerin und Komikerin                                          | 83    |       |
| 15. September | Walter Stiebeler                   | deutscher Jurist und Richter                                                           | 87    |       |
| 15. September | Heinz Stücklen                     | deutscher Arzt und Berliner Kommunalpolitiker (SPD), MdA                               | 85    |       |
| 15. September | Gernot Wottawah                    | deutscher Geistlicher, Missionar und Abt der Herz-Jesu-Abtei Inkamana                  | 67    |       |
| 16. September | Jean Balissat                      | Schweizer Komponist, Musikpädagoge, Musiker und Dirigent                               | 71    |       |
| 16. September | Robert Jordan                      | US-amerikanischer Fantasy-Schriftsteller                                               | 58    |       |
| 16. September | Rolf Köhler                        | deutscher Popsänger                                                                    | 56    |       |
| 16. September | Friedrich Rafreider                | österreichischer Fußballspieler                                                        | 65    |       |
| 16. September | Calvin L. Rampton                  | US-amerikanischer Politiker und Gouverneur von Utah                                    | 93    |       |
| 16. September | Buster Ramsey                      | US-amerikanischer American-Football-Spieler und -Trainer                               | 87    |       |
| 16. September | Peter Rebsch                       | deutscher Jurist und Politiker (CDU), MdA                                              | 69    |       |
| 17. September | Inuzuka Minoru                     | japanischer Drehbuchautor und Regisseur                                                | 106   |       |
| 18. September | Benyamin Yosef Bria                | indonesischer Geistlicher, römisch-katholischer Bischof von Denpasar                   | 51    |       |
| 18. September | Martin Egg                         | schwäbischer Heimatdichter                                                             | 92    |       |
| 18. September | Joseph Anthony Mandarino           | kanadisch-US-amerikanischer Mineraloge                                                 | 78    |       |
| 18. September | Bertil Östbo                       | schwedischer Unternehmer und Kunstmäzen in Linz und Oberösterreich                     | 91    |       |
| 18. September | Vlatko Pavletić                    | kroatischer Politiker                                                                  | 77    |       |
| 18. September | Heinrich Schmidt-Gayk              | deutscher Humanmediziner, Hochschullehrer für Labormedizin, Osteopath                  | 63    |       |
| 18. September | Lydia Veicht                       | deutsche Eiskunstläuferin                                                              |       |       |
| 18. September | Herbert Viecenz                    | deutscher Bildhauer, Keramiker und Hochschullehrer                                     | 75    |       |
| 18. September | Josef Vinklář                      | tschechischer Schauspieler                                                             | 76    |       |
| 19. September | Johann Philipp von Bethmann        | deutscher Bankier und Publizist                                                        | 83    |       |
| 19. September | Georges Duffuler                   | französischer Fußballspieler                                                           | 81    |       |
| 19. September | Ahmed Firoud                       | algerisch-französischer Fußballspieler                                                 | 85    |       |
| 19. September | Antoine Ghanem                     | libanesischer Politiker und Attentatsopfer                                             | 64    |       |
| 19. September | Hans Lautenschlager                | deutscher Verwaltungsbeamter und Politiker (SPD), MdB, MdEP                            | 88    |       |
| 19. September | Ueli Marti                         | Schweizer Radsportler                                                                  | 53    |       |
| 19. September | John Mulhern                       | US-amerikanischer Eishockeyspieler                                                     | 80    |       |
| 19. September | Mike Osborne                       | britischer Jazzmusiker                                                                 | 65    |       |
| 19. September | Siegfried Rüger                    | deutscher Ingenieur, Verkehrswissenschaftler und Hochschullehrer                       | 74    |       |
| 19. September | Robert Sabaroff                    | US-amerikanischer Drehbuchautor                                                        |       |       |
| 19. September | Gebhard Schwermer                  | deutscher Künstler                                                                     | 76    |       |
| 19. September | Ernst-Wilhelm Springer             | deutscher Politiker (SRP), MdL                                                         | 82    |       |
| 20. September | Marjorie Devaney                   | US-amerikanische Mathematikerin, Informatikerin und Elektroingenieurin                 | 76    |       |
| 20. September | Hans-Jürgen Engell                 | deutscher Chemiker und Materialwissenschaftler                                         | 81    |       |
| 20. September | Helen Freeman                      | US-amerikanische Tierschützerin                                                        | 75    |       |
| 20. September | Lou Hobbs                          | US-amerikanischer Rockabillysänger, Musikproduzent, Gitarrist und Moderator            | 65    |       |
| 20. September | Karl Eberhard Laux                 | deutscher Jurist                                                                       | 84    |       |
| 20. September | Osvaldo Mariño                     | uruguayischer Schwimmer und Wasserballspieler                                          | 84    |       |
| 20. September | Lee McLaughlin                     | US-amerikanischer Schauspieler                                                         | 71    |       |
| 20. September | Juraj Pospíšil                     | slowakischer Komponist                                                                 | 76    |       |
| 20. September | Philipp Rieger                     | österreichischer Nationalökonom und Publizist                                          | 91    |       |
| 20. September | Laba Sosseh                        | gambischer Musiker                                                                     | 64    |       |
| 21. September | Florence Blumenthal                | US-amerikanische Philanthropin                                                         | 57    |       |
| 21. September | Hallgeir Brenden                   | norwegischer Skilangläufer                                                             | 78    |       |
| 21. September | Harry L. Frisch                    | US-amerikanischer Physikochemiker                                                      | 78    |       |
| 21. September | Alice Ghostley                     | US-amerikanische Schauspielerin                                                        | 83    |       |
| 21. September | Ian Gilmour                        | britischer Politiker                                                                   | 81    |       |
| 21. September | Ioan Grosaru                       | Unteroffizier in der Rumänischen Armee                                                 | 34    |       |
| 21. September | Anna Körner                        | österreichische Politikerin (SPÖ)                                                      | 87    |       |
| 21. September | Ángel Romero Llamas                | mexikanischer Radrennfahrer                                                            | 74    |       |
| 21. September | Jürgen Roland                      | deutscher Regisseur                                                                    | 81    |       |
| 21. September | Reinhard Schlögl                   | deutscher Physiker, Physikochemiker und Biophysiker                                    | 87    |       |
| 21. September | Petar Stambolić                    | jugoslawischer Politiker                                                               | 95    |       |
| 21. September | Kirsten Thorndahl                  | dänische Badmintonspielerin                                                            | 79    |       |
| 21. September | Coral Eugene Watts                 | US-amerikanischer Serienmörder                                                         | 53    |       |
| 22. September | Jürgen Bortz                       | deutscher Psychologe und Statistiker                                                   |       |       |
| 22. September | Jacob Fernandes                    | osttimoresischer Politiker                                                             |       |       |
| 22. September | Albert Fuller                      | US-amerikanischer Dirigent und Komponist                                               | 81    |       |
| 22. September | André Gorz                         | französischer Sozialphilosoph österreichischer Herkunft                                | 84    |       |
| 22. September | Werner Hänold                      | deutscher Diplomat, Botschafter der DDR                                                | 78    |       |
| 22. September | Karl Hardman                       | US-amerikanischer Horror-Film-Produzent und Schauspieler                               | 80    |       |
| 22. September | Sergei Alexandrowitsch Kondraschow | sowjetischer Generalleutnant                                                           | 84    |       |
| 22. September | Marcel Marceau                     | französischer Pantomime                                                                | 84    |       |
| 22. September | Andrei Sergejewitsch Monin         | russischer Mathematiker und Physiker                                                   | 85    |       |
| 22. September | Peter Schulze-Rohr                 | deutscher Regisseur und Drehbuchautor                                                  | 81    |       |
| 22. September | Hans Senn                          | Schweizer Unternehmer und Offizier                                                     | 89    |       |
| 22. September | Thomas Tipton                      | US-amerikanischer Opernsänger und Schauspieler                                         | 80    |       |
| 22. September | Wulf Vater                         | deutscher Pharmakologe                                                                 | 89    |       |
| 22. September | Peter Warner                       | britischer Tierillustrator                                                             | 68    |       |
| 22. September | Erwin Wolff                        | deutscher Literaturwissenschaftler und Hochschullehrer                                 | 83    |       |
| 23. September | Yvan Dalain                        | Schweizer Fotojournalist                                                               | 80    |       |
| 23. September | Luitpold Dorn                      | deutscher Journalist und Autor                                                         | 72    |       |
| 23. September | Dieter Emrich                      | deutscher Nuklearmediziner                                                             | 77    |       |
| 23. September | Harold A. Hartog                   | niederländischer Unternehmer                                                           | 96    |       |
| 23. September | Martin Pohl                        | deutscher Schauspieler und Dichter                                                     | 77    |       |
| 23. September | Gary Primich                       | US-amerikanischer Bluesmusiker                                                         | 49    |       |
| 23. September | Walter Seibstock                   | italienischer Sportfunktionär                                                          | 84    |       |
| 23. September | Detlef Wagenthaler                 | deutscher Karnevalist                                                                  | 59    |       |
| 24. September | Helga Anton                        | deutsche Beterin und Autorin                                                           |       |       |
| 24. September | Kurt Goldstein                     | deutscher Journalist und Rundfunkintendant                                             | 92    |       |
| 24. September | Werner Kilz                        | deutscher Schriftsteller und Künstler                                                  | 76    |       |
| 24. September | Hiroshi Ōsaka                      | japanischer Animator                                                                   | 44    |       |
| 24. September | Wolfgang Panofsky                  | US-amerikanischer Teilchenphysiker                                                     | 88    |       |
| 24. September | Johannes Petres                    | deutscher Mediziner                                                                    | 73    |       |
| 25. September | Haidar Abdel-Shafi                 | palästinensischer Politiker                                                            | 88    |       |
| 25. September | Ella Barowsky                      | deutsche Politikerin (LDPD, FDP), MdA                                                  | 95    |       |
| 25. September | André Emmerich                     | US-amerikanischer Kunsthändler und Galerist                                            | 82    |       |
| 25. September | Nobuo Matsunaga                    | japanischer Fußballspieler                                                             | 85    |       |
| 25. September | Ishikawa Tadao                     | japanischer Historiker                                                                 | 85    |       |
| 25. September | István Gaál                        | ungarischer Filmregisseur                                                              | 74    |       |
| 25. September | Franz Hummel                       | österreichischer Bankier                                                               | 55    |       |
| 26. September | Stanislav Andreski                 | polnischer Soziologe                                                                   | 88    |       |
| 26. September | Erich Habitzl                      | österreichischer Fußballspieler                                                        | 83    |       |
| 26. September | Konstantin Iwanowitsch Kudrjaschow | russischer Konteradmiral                                                               | 60    |       |
| 26. September | Christian de La Malène             | französischer Soziologe und Politiker                                                  | 86    |       |
| 26. September | Alexander Alexejewitsch Lemanski   | russischer Raketeningenieur                                                            | 72    |       |
| 26. September | Marco Petta                        | italienischer Ordensgeistlicher, Abt von Santa Maria di Grottaferrata                  | 86    |       |
| 26. September | Othmar Preining                    | österreichischer Physiker                                                              | 80    |       |
| 26. September | Erik Hazelhoff Roelfzema           | niederländischer Widerstandskämpfer                                                    | 90    |       |
| 26. September | Randy Van Horne                    | amerikanischer Jazz- und Unterhaltungsmusiker (Gesang, Komposition) und Chorleiter     | 83    |       |
| 26. September | William Wirtz                      | US-amerikanischer Unternehmer                                                          | 77    |       |
| 27. September | René Binggeli                      | Schweizer Radsportler                                                                  | 66    |       |
| 27. September | Nenad Bogdanović                   | serbischer Politiker, Bürgermeister von Belgrad                                        | 53    |       |
| 27. September | Moshe Carmeli                      | israelischer theoretischer Physiker                                                    | 74    |       |
| 27. September | R. Paul Drummond                   | US-amerikanischer Komponist und Musikpädagoge                                          | 60    |       |
| 27. September | Kenji Nagai                        | japanischer Reporter                                                                   | 50    |       |
| 27. September | Horst Podlasly                     | deutscher Fußballtorhüter                                                              | 71    |       |
| 27. September | Darcy Robinson                     | italo-kanadischer Eishockeyspieler                                                     | 26    |       |
| 27. September | Hans Ludwig Scheel                 | deutscher Literaturwissenschaftler, Romanist                                           | 88    |       |
| 27. September | Ilse Schwipper                     | deutsche Anarchafeministin                                                             | 70    |       |
| 27. September | Peter Tschohl                      | deutscher Ethnologe                                                                    | 72    |       |
| 28. September | René Desmaison                     | französischer Bergsteiger                                                              | 77    |       |
| 28. September | Edgar Geenen                       | deutscher Fußballfunktionär                                                            | 53    |       |
| 28. September | Wolfgang Grimm                     | deutscher Maler                                                                        |       |       |
| 28. September | Jacques Helleu                     | französischer Manager                                                                  | 69    |       |
| 28. September | Evelyn Knight                      | US-amerikanische Sängerin                                                              | 89    |       |
| 28. September | Adam Kozłowiecki                   | polnischer Kardinal der römisch-katholischen Kirche                                    | 96    |       |
| 28. September | Peter Kuiper                       | deutscher Schauspieler niederländischer Herkunft                                       | 78    |       |
| 28. September | Martin Manulis                     | US-amerikanischer Filmproduzent                                                        | 92    |       |
| 28. September | Wally Parks                        | US-amerikanischer Rennsportfunktionär                                                  | 94    |       |
| 28. September | Hans Pilz                          | deutscher Fußballtrainer                                                               | 91    |       |
| 28. September | Edmond Pognon                      | französischer Bibliothekar und Mediävist                                               | 96    |       |
| 28. September | Anton Schall                       | deutscher Orientalist                                                                  | 87    |       |
| 28. September | Konrad Wohlhage                    | deutscher Architekt                                                                    | 53    |       |
| 28. September | Ruedi Wyss                         | Schweizer Komponist, Dirigent                                                          | 75    |       |
| 29. September | Lois Maxwell                       | kanadische Schauspielerin                                                              | 80    |       |
| 29. September | Johannes Poeppel                   | deutscher Militär, Generalleutnant des Heeres der Bundeswehr und Inspekteur des Heeres | 86    |       |
| 29. September | Wolfgang Preisendanz               | deutscher Germanist                                                                    | 87    |       |
| 29. September | Cees Slinger                       | niederländischer Jazz-Pianist                                                          | 78    |       |
| 29. September | Nazif Telek                        | deutscher Schriftsteller und Journalist kurdischer Abstammung und türkischer Herkunft  | 50    |       |
| 29. September | Gyula Zsivótzky                    | ungarischer Leichtathlet und Olympiasieger                                             | 70    |       |
| 30. September | Len Graham                         | nordirischer Fußballspieler und -trainer                                               | 81    |       |
| 30. September | Milan Jelić                        | bosnisch-herzegowinischer Politiker, Präsident der Republika Srpska                    | 51    |       |
| 30. September | David Ohanesian                    | rumänischer Bariton                                                                    | 80    |       |
| 30. September | Henri Paternóster                  | belgischer Fechter                                                                     | 99    |       |
| 30. September | Philipp Rohr                       | deutscher Fußballspieler- und trainer                                                  | 89    |       |
| 30. September | Heinz Schilling von Cannstatt      | deutscher Unternehmer                                                                  | 89    |       |
| 30. September | Oswald Mathias Ungers              | deutscher Architekt                                                                    | 81    |       |
| 30. September | Willi Wolf                         | deutscher Gewerkschafter und Politiker (SPD), MdB                                      | 83    |       |
| September     | Monika Darlies                     | österreichische Theaterschauspielerin                                                  |       |       |
| September     | Uwe Schüle                         | deutscher Handwerkskammerpräsident                                                     | 67    |       |